# Broadcast News
Broadcast News (en España Al filo de la noticia y en Hispanoamérica Detrás de la noticia) es una comedia estadounidense de 1987 dirigida por James L. Brooks.

## Argumento
Tres ambiciosos profesionales que trabajan en un programa de noticias para una cadena de televisión, ven cómo sus vidas profesionales y privadas se cruzan irremediablemente. Tom (William Hurt) es el típico presentador moderno, amable y un poco tonto. Jane (Holly Hunter) es su motivada y brillante productora, cuya misión es convertir a Tom en un presentador de verdad. Aaron (Albert Brooks) es el veterano, pero poco carismático reportero que no soporta el éxito del que Tom goza frente a las cámaras o con Jane. La película reúne todos los ingredientes de un divertido y explosivo triángulo amoroso.

## Reparto
| Actor               | Personaje      |
| ------------------- | -------------- |
| William Hurt        | Tom Grunick    |
| Albert Brooks       | Aaron Altman   |
| Holly Hunter        | Jane Craig     |
| Robert Prosky       | Ernie Merriman |
| Lois Chiles         | Jennifer Mack  |
| Joan Cusack         | Blair Litton   |
| Peter Hackes        | Paul Moore     |
| Christian Clemenson | Bobby          |
| Jack Nicholson      | Bill Rorich    |
| Robert Katims       | Martin Klein   |
| Ed Wheeler          | George Wein    |
| Stephen Mendillo    | Gerald Grunick |

## Estrenos Internacionales
| País                                                                          | Fecha de estreno                |
| ----------------------------------------------------------------------------- | ------------------------------- |
| Alemania                                                                      | Jueves 14 de abril de 1988      |
| Argentina                                                                     | Jueves 31 de marzo de 1988      |
| Australia                                                                     | Jueves 24 de marzo de 1988      |
| Austria                                                                       | Viernes 15 de abril de 1988     |
| Bélgica                                                                       | Miércoles 9 de marzo de 1988    |
| Belice · Costa Rica · El Salvador · Guatemala · Honduras · Nicaragua · Panamá | Jueves 31 de marzo de 1988      |
| Bolivia                                                                       | Viernes 28 de octubre de 1988   |
| Brasil                                                                        | Jueves 31 de marzo de 1988      |
| Chile                                                                         | Jueves 31 de marzo de 1988      |
| Chipre                                                                        | Viernes 25 de marzo de 1988     |
| Colombia                                                                      | Miércoles 30 de marzo de 1988   |
| Dinamarca                                                                     | Viernes 25 de marzo de 1988     |
| Egipto                                                                        | Lunes 10 de abril de 1989       |
| España                                                                        | Viernes 8 de abril de 1988      |
| Estados Unidos · Canadá                                                       | Viernes 18 de diciembre de 1987 |
| Filipinas                                                                     | Miércoles 6 de abril de 1988    |
| Finlandia                                                                     | Viernes 4 de marzo de 1988      |
| Francia                                                                       | Miércoles 9 de marzo de 1988    |

| País                | Fecha de estreno                   |
| ------------------- | ---------------------------------- |
| Grecia              | Viernes 25 de marzo de 1988        |
| Hong Kong           | Jueves 19 de mayo de 1988          |
| Hungría             | Jueves 28 de septiembre de 1989    |
| India               | Viernes 20 de abril de 1990        |
| Israel              | Viernes 13 de mayo de 1988         |
| Italia              | Jueves 31 de marzo de 1988         |
| Japón               | Viernes 29 de abril de 1988        |
| Malasia             | Miércoles 14 de septiembre de 1988 |
| México              | Viernes 20 de mayo de 1988         |
| Noruega             | Jueves 3 de marzo de 1988          |
| Nueva Zelanda       | Viernes 11 de marzo de 1988        |
| Países Bajos        | Jueves 31 de marzo de 1988         |
| Perú                | Jueves 11 de mayo de 1989          |
| Portugal            | Viernes 25 de marzo de 1988        |
| Puerto Rico         | Jueves 31 de marzo de 1988         |
| Reino Unido Irlanda | Viernes 8 de abril de 1988         |
| Singapur            | Viernes 15 de julio de 1988        |
| Sudáfrica           | Viernes 11 de marzo de 1988        |
| Suecia              | Viernes 11 de marzo de 1988        |
| Suiza               | Miércoles 16 de marzo de 1988      |
| Taiwán              | Sábado 19 de marzo de 1988         |
| Turquía             | Lunes 4 de abril de 1988           |
| Uruguay             | Jueves 12 de mayo de 1988          |
| Venezuela           | Miércoles 13 de abril de 1988      |